# Zoo (film)
Zoo è un film italiano del 1988 diretto da Cristina Comencini.

## Trama
Martina, una ragazzina di undici anni, vive in una casa all'interno dello zoo di Girasoli dove suo padre, rimasto vedovo, ha trovato lavoro come guardiano notturno. Passa tutto il giorno molto sola, a stretto contatto con i mostri che vi sono rinchiusi. Tuttavia si sente molto sola.
Una notte viene svegliata da rumori e, in una cella abbandonata, scopre che un ragazzo vi si è rifugiato scavalcando una recinzione. Si tratta di Ratt, un ragazzo Sinti di quindici anni, che dapprima si dice vittima di un rapimento, poi confessa di essere stato venduto dai genitori a un padre-padrone che lo sfrutta come madonnaro e di essere scappato via. 
Dopo un'iniziale diffidenza, i due diventano amici; entrambi si affezionano all'anziano custode in pensione, che aspetta serenamente la sua morte e quella di Bania, una vecchia elefantessa che accudisce in un locale isolato tra foto di safari e di fucili. Una sera il padre di Martina scopre la figlia, vestita da zingara, addormentata al fianco di Ratt e chiama la polizia. I poliziotti arrivano al giardino zoologico, ma i due ragazzi sono partiti in sella ad un elefante alla volta della città natale di Ratt.